# Organizator (stopień instruktorski)
Organizator był najniższym stopniem instruktorskim wprowadzonym w okresie PRL, w 1969, w ZHP. Oznaczany był białą podkładką pod krzyżem harcerskim. Jego posiadaczami byli głównie nowo mianowani drużynowi zuchów, harcerzy i drużyn HSPS. Stopień zniesiono w 1982 r.
Stopień organizatora nadal stosuje Niezależny Krąg Instruktorów Harcerskich Leśna Szkółka oraz Krąg Harcerski Drzewo Pokoju. Jest on stopniem instruktorskim przeznaczonym dla osób niepełnoletnich.